# Boletín Oficial del Principado de Andorra
El Boletín Oficial del Principado de Andorra (en catalán, Butlletí Oficial del Principat d'Andorra; abreviado como BOPA) es la publicación oficial del Gobierno de Andorra que recoge las leyes, las disposiciones, los actos administrativos y en general todos los textos que administrativamente se deban publicar en el país. Los textos publicados son producidos por el propio Gobierno de Andorra, los municipios o comuns, la administración de justicia, los copríncipes, el registro civil, etc.
La publicación de textos en el boletín les da publicidad, vigencia y validez.